# توم ستيوارت (دراج)
توم ستيوارت (بالإنجليزية: Thomas Stewart) هو دراج بريطاني، ولد في 9 يناير 1990 في دونكاستر في المملكة المتحدة.

## وصلات خارجية
- توماس ستيوارت على موقع الاتحاد الدولي للدراجات (الإنجليزية)
- توماس ستيوارت على موقع أرشيف الدراجات (الإنجليزية)
- توماس ستيوارت على موقع إحصائيات الدراجات الإحترافية (الإنجليزية)
- توماس ستيوارت على موقع نسبة الدراجات (الإنجليزية)